# Xã Reade, Quận Cambria, Pennsylvania
Xã Reade (tiếng Anh: Reade Township) là một xã thuộc quận Cambria, tiểu bang Pennsylvania, Hoa Kỳ. Năm 2010, dân số của xã này là 1.619 người.